# Sérgio Stock
Sergio Stock é um jornalista e apresentador brasileiro, com mais de 25 anos de experiência.
Foi apresentador do telejornal Rio Grande no Ar, da TV Record RS e também já apresentou os telejornais da RBS TV de Porto Alegre. Atualmente, apresenta o telejornal Band Cidade na Band RS e é um dos co-âncoras e comentarista do Jornal Gente na Rádio Bandeirantes Porto Alegre.
Já capacitou mais de 10 mil pessoas através de seus cursos e treinamentos, em técnicas de oratória em público.
É autor do livro Fale Sem Medo – Dicas Práticas para Apresentações de Sucesso, publicado pela Editora Age, e lançado na Feira do Livro de 2002, em Porto Alegre.
Além disso, atua também como Assessor e Consultor em comunicação.